# Nikola Jestratijević
Nikola Jestratijević, en Serbio:Никола Јестратијевић, (nacido el 9 de julio de 1976 en Zemun, Serbia) es un exjugador de baloncesto serbio. Con 2.10 de estatura, su puesto natural en la cancha era el de pívot. 

## Trayectoria
- Estrella Roja (1994–1995)
- FMP Železnik (1996–1998)
- Estrella Roja (1998–2000)
- Virtus Pallacanestro Bologna (2000–2001)
- Budućnost Podgorica (2001–2002)
- AEK Atenas BC (2002–2003)
- ASVEL Lyon-Villeurbanne (2003)
- Paris Basket Racing (2004)
- Estrella Roja (2004)
- Spartak Primorje (2005–2006)
- Śląsk Wrocław (2006–2007)